# Llac Cross
El llac Cross és un llac de Manitoba, al Canadà. Es troba al curs del riu Nelson, al nord del llac Winnipeg. És llarg i estret i s'estén 102 km en direcció est-nord-est. La seva superfície és de 590 km², cosa que el converteix en el novè llac més gran a la província. Hi ha nombroses illes al seu interior.
Les comunitats de les Primeres Nacions de Cross Lake i Cross Lake First Nation es troben a la vora del llac.